# Ronde van Italië 2020/Achtste etappe
De achtste etappe van de Ronde van Italië 2020 werd verreden op 10 oktober tussen Giovinazzo en Vieste. 

## Uitslagen
| Giovinazzo – Vieste (200,0 km) |                  |                             |          |
| Plaats                         | Naam             | Ploeg                       | Tijd     |
| 1                              | Alex Dowsett     | Israel Start-Up Nation      | 4u50'09" |
| 2                              | Salvatore Puccio | Team INEOS Grenadiers       | + 1'15"  |
| 3                              | Matthew Holmes   | Lotto Soudal                | z.t.     |
| 4                              | Joey Rosskopf    | CCC Team                    | z.t.     |
| 5                              | Matthias Brändle | Israel Start-Up Nation      | + 2'10"  |
| 6                              | Simone Ravanelli | Androni Giocattoli-Sidermec | + 2'13"  |
| 7                              | Michael Matthews | Team Sunweb                 | + 14'00" |
| 8                              | Fernando Gaviria | UAE Team Emirates           | z.t.     |
| 9                              | Mikkel Bjerg     | UAE Team Emirates           | z.t.     |
| 10                             | Andrea Vendrame  | AG2R La Mondiale            | z.t.     |
|                                |                  |                             |          |
| 19                             | Sander Armée     | Lotto Soudal                | z.t.     |
| 27                             | Sam Oomen        | Team Sunweb                 | z.t.     |

| Algemeen klassement |                    |                       |           |
| Plaats              | Naam               | Ploeg                 | Tijd      |
| Roze trui           | João Almeida       | Deceuninck–Quick-Step | 29u52'34" |
| 2                   | Peio Bilbao        | Bahrain McLaren       | + 43"     |
| 3                   | Wilco Kelderman    | Team Sunweb           | + 48"     |
| 4                   | Harm Vanhoucke     | Lotto Soudal          | + 59"     |
| 5                   | Vincenzo Nibali    | Trek-Segafredo        | + 1'01"   |
| 6                   | Domenico Pozzovivo | NTT Pro Cycling       | + 1'05"   |
| 7                   | Jakob Fuglsang     | Astana Pro Team       | + 1'19    |
| 8                   | Steven Kruijswijk  | Team Jumbo-Visma      | + 1'21"   |
| 9                   | Patrick Konrad     | BORA-hansgrohe        | + 1'26"   |
| 10                  | Rafał Majka        | BORA-hansgrohe        | + 1'32"   |

## Opgaves
- Edoardo Affini (Mitchelton-Scott): Niet gestart vanwege een gebroken hand opgelopen in de 7e etappe
- Sean Bennett (EF Education First): Niet gestart vanwege een gebroken pols opgelopen in de 7e etappe
- Tony Gallopin (AG2R La Mondiale): Niet gestart vanwege een gebroken middenhandsbeentje opgelopen in de 7e etappe
- Patrick Gamper (BORA-hansgrohe): Niet gestart vanwege de gevolgen van een valpartij in de 7e etappe
- Ben Gastauer (AG2R La Mondiale): Afgestapt tijdens de etappe vanwege een gebroken sleutelbeen
- Simon Yates (Mitchelton-Scott): Niet gestart vanwege een positieve test op het coronavirus

1e etappe ·
2e etappe ·
3e etappe ·
4e etappe ·
5e etappe ·
6e etappe ·
7e etappe ·
8e etappe ·
9e etappe ·
10e etappe ·
11e etappe ·
12e etappe ·
13e etappe ·
14e etappe ·
15e etappe ·
16e etappe ·
17e etappe ·
18e etappe ·
19e etappe ·
20e etappe ·
21e etappe
Startlijst · Eindstanden · Afbeeldingen